# 拉杜·阿爾波特
拉杜·阿爾波特（Radu Albot，1989年11月11日—）是一位摩爾多瓦職業網球運動員。

## 外部連結
- 拉杜·阿爾波特（英文/西班牙文）的官方資料
- 拉杜·阿爾波特的國際網球總會 職業／青少年 官方資料（英文）